# 多久郵便局
多久郵便局（たくゆうびんきょく）は佐賀県多久市にある郵便局。民営化前の分類では集配普通郵便局であった。

## 概要
住所：〒846-8799 佐賀県多久市北多久町小侍7-35
民営化直前の集配業務再編において、多くの集配普通郵便局は統括センターとなったが、当局は配達センターとされたため、民営化後も郵便事業株式会社の支店は併設されず、集配センターが併設された。

## 沿革
- 1902年（明治35年）11月16日 - 莇原（あざみばる）郵便受取所として開設[1]。
- 1905年（明治38年）4月1日 - 莇原郵便局（三等）となる。
- 1949年（昭和24年）9月1日 - 北多久郵便局に改称[2][3]。
- 1965年（昭和40年）2月16日 - 特定郵便局から普通郵便局に局種別改定されるとともに、多久郵便局に改称[2]。同日、東多久郵便局および旧・多久郵便局[4]から集配業務を移管。
- 1967年（昭和42年）2月26日 - 電話交換および和文電報配達業務を多久電報電話局に移管。
- 1988年（昭和63年）6月26日 - 東多久納所郵便局に廃止に伴い、取扱事務を承継。
- 1998年（平成10年）9月1日 - 外国通貨の両替および旅行小切手の売買に関する業務取扱を開始。
- 2007年（平成19年）10月1日 - 民営化に伴い、併設された郵便事業武雄支店多久集配センターに一部業務を移管。
- 2012年（平成24年）10月1日 - 日本郵便株式会社発足に伴い、郵便事業武雄支店多久集配センターを多久郵便局に統合。
- 2015年（平成27年）9月7日 - 厳木郵便局から集配業務を移管。

## 取扱内容
- 郵便、印紙、ゆうパック、内容証明
- 貯金、為替、振替、振込、国際送金、国債、投資信託
- 生命保険、バイク自賠責保険、自動車保険
- ゆうちょ銀行ATM
- 多久市内全域および唐津市内の一部地域の集配業務

## 周辺
- 多久市役所
- 多久市立図書館・中央公民館
- 佐賀県立多久高等学校

## アクセス
- JR唐津線 中多久駅から北へ約900m（徒歩約10分）
- 昭和バス、ふれあいバス 多久市役所停留所下車
- 長崎自動車道 多久IC・厳木多久道路 多久原ICから西へ約1.5km
- 国道203号沿い
- 駐車場あり：5台